# Nikołaj Surkin
Nikołaj Prokofjewicz Surkin (ros. Николай Прокофьевич Суркин, ur. 1910 we wsi Mais w guberni penzeńskiej, zm. ?) – radziecki działacz partyjny i państwowy.

## Życiorys
W 1935 ukończył Leningradzki Instytut Politechniczny i został inżynierem-badaczem czarnych metali w fabryce traktorów w Charkowie, w latach 1936–1941 pracował w zakładzie elektromechanicznym w Charkowie jako zmianowy, starszy majster i szef warsztatu termicznego. Od 1939 należał do WKP(b), w latach 1941–1946 służył w Armii Czerwonej, 1949–1949 był sekretarzem komitetu KP(b)U charkowskiego zakładu elektromechanicznego, 1949–1950 p.o. przewodniczącego i przewodniczącym Komitetu Wykonawczego Stalińskiej Rady Rejonowej w Charkowie, a 1950–1954 I sekretarzem Stalińskiego Komitetu Rejonowego KP(b)U/KPU w Charkowie. W 1954 był inspektorem KC KPU, od września 1954 do 18 kwietnia II sekretarzem Krymskiego Komitetu Obwodowego KPU, od 21 stycznia 1956 do 15 marca 1966 członkiem Komisji Rewizyjnej KPU, a od 17 maja 1960 do 26 grudnia 1962 przewodniczącym Sownarchozu Krymskiego Ekonomicznego Rejonu Administracyjnego. Od 11 stycznia 1963 do 4 grudnia 1964 był I sekretarzem Krymskiego Przemysłowego Komitetu Obwodowego KPU, od grudnia 1964 do 1965 inspektorem KC KPU, a w latach 1965–1969 sekretarzem Kirowohradzkiego Komitetu Obwodowego KPU.